# 임산부 사망률
임산부 사망률(妊産婦死亡率)은 보건·의료통계에 이용되는 개념·지표의 하나이며, 임산부 10만명중의 사망수다.

## 정의와 계산식
임산부의 정의는 1978년 이전에는 임신중 및 임신 종료후만 90일 미만, 1979년 이후는 임신중 및 임신 종료후만 42일 미만이다.
계산식은 임산부 사망률=연간임산부사망수÷연간출산수(출생수+사산수)×100,000이다.
임산부사망수의 정의는 임신·출산 또는 임신·출산에 관련된 병이 원인인 사망이다. 임신에 관련되지 않은 병이나, 사고·재해·범죄 등의 원인에 의한 사망은 포함하지 않는다.
직접산과적사망이란 임신·출산중에 임신·출산 자체가 원인으로 사망한 사례, 간접산과적사망이란 임신 전부터 발병하고 있던 병이나 장해가, 임신·출산의 영향으로 악화되어 사망한 사례다.

## 임산부 사망률의 추이
의학과 의료기술의 진보와 향상, 경제력과 재정력의 증대, 의료 제도·사회 보장 제도·건강 보험 제도의 정비·보급에 의해, 임산부 사망률은 주산기사망률·신생아사망률·영아사망률·유유아 사망률·성인사망률 등과 같이, 한국에서도 세계에서도 시대의 경과와 함께 감소해 사상 최소 기록을 갱신하고 있다. 일본에서는 임산부 사망률의 통계를 최초로 산출한 1899년의 임산부 10만명중 409.8명으로부터, 2011년에는 1899년의 100분의 1의 3.8명까지 감소한. 개개의 나라의 임산부 사망률은 선진국·개발도상국·저개발국 등의 경제의 발전 단계나, 의학과 의료 기술의 발전 단계, 나라의 의료 제도·사회 보장 제도·건강 보험 제도에 따라 차이가 있어, 가장 높은 그룹의 나라와 가장 낮은 그룹의 나라에서는 100배 이상의 차이가 있다.

## 세계의 임산부 사망률의 추이
| 연도                                                                                     | 임산부 사망률 | 임산부 사망률 | 임산부 사망률 | 임산부 사망률 | 임산부 사망률 | 임산부 사망률 | 임산부 사망률 | 임산부 사망률 | 임산부 사망률 | 임산부 사망률 | 임산부 사망률 |
| 연도                                                                                     | 세계전체      | 고소득국      | 중고소득국    | 중저소득국    | 저소득국      | 아프리카      | 미국          | 동남아시아    | 유럽          | 중동          | 서태평양      |
| ---------------------------------------------------------------------------------------- | ------------- | ------------- | ------------- | ------------- | ------------- | ------------- | ------------- | ------------- | ------------- | ------------- | ------------- |
| 1990                                                                                     | 400           | 16            | 120           | 560           | 810           | 820           | 100           | 590           | 44            | 430           | 140           |
| 2000                                                                                     | 320           | 13            | 76            | 420           | 630           | 720           | 80            | 370           | 29            | 360           | 77            |
| 2010                                                                                     | 210           | 14            | 53            | 260           | 410           | 480           | 63            | 200           | 20            | 250           | 49            |
| - 임산부 사망률의 단위는 임산부 10만명중의 사람. - 소득과 지역에 의한 나라의 그룹 나누기 |               |               |               |               |               |               |               |               |               |               |               |

## 같이 보기
- 임신
- 출산
- 산부인과
- 주산기사망률
- 신생아사망률
- 유아사망률
- 유아사망률
- 사망률